# Доманово (Волынская область)
Доманово (укр. Доманове) — село в Ратновской поселковой общине Ковельского района Волынской области Украины.
До 2020 года входило в Ратновский район.
Близ села проходит Белорусско-украинская граница.
Код КОАТУУ — 0724285504. Население по переписи 2001 года составляет 289 человек. Почтовый индекс — 44110. Телефонный код — 3366. Занимает площадь 0,734 км².